# Rastište
Rastište (Servisch cyrillisch Растиште) is een plaats in de Servische gemeente Bajina Bašta. De plaats telt 473 inwoners (2002).
In Rastište bevindt zich een als werelderfgoed erkende necropolis met middeleeuwse stećci-grafstenen.